# Symboliczny Cmentarz w Słowackim Raju
Symboliczny Cmentarz w Słowackim Raju – symboliczny cmentarz na polanie Kláštorisko w Słowackim Raju. Znajduje się w jego centrum, w obrębie Parku Narodowego Słowacki Raj.
Symboliczne cmentarze ofiar gór to specyficzny, słowacki pomysł. Znajdują się w niemal każdym słowackim paśmie górskim. Ich mottem jest „Martwym na pamiątkę, żywym ku przestrodze”. Symboliczny cmentarz w Słowackim Raju zorganizowano przy współpracy oddziału Horskiej Záchrannej Słužby okręgu Słowacki Raj, Klubu Seniorów HS oraz Parku Narodowego Słowacki Raj. Otwarto go 26 listopada 2011 roku.
Od czasu pierwszego wypadku w 1909 r. w Słowackim Raju życie straciło 71 osób. Ich imiona i nazwiska wypisane są na dużej tablicy przy wejściu na teren cmentarza. Na drugiej tablicy wypisano 22 nazwiska osób które najbardziej przyczynili się do powstania Parku Narodowego Słowacki Raj.
cmentarz ma wygląd niestandardowy, w odróżnieniu od innych symbolicznych cmentarzy bowiem ma postać galerii rzeźb na wolnym powietrzu. Są to wykonane przez okolicznych artystów-rzeźbiarzy rzeźby wykonane z pni drzew świerkowych, które obumarły zaatakowane przez kornika drukarza. Młode drzewa uśmiercone w sile wieku przez szkodnika symbolizują nagłą śmierć ludzi. Symboliczne jest również miejsce, w którym ten cmentarz się znajduje – obok ruin klasztoru kartuzów z XIV wieku. Jedna z rzeźb przedstawia podobiznę 87-metrowej wieży kościoła na rynku w Spiskiej Nowej Wsi. Umieszczono na niej tabliczka poświęconą najważniejszej organizacji turystycznej działającej przed I Wojną Światową na tym terenie, czyli Węgierskiemu Towarzystwu Karpackiemu. Charakterystyczna jest rzeźba Róberta Smrčáka. Jest to trzymetrowa dzwonnica, w środku której znajduje się dzwon i kobieta, której suknia płynnie przechodzi w korzenie drzewa. A wszystko to wykonane z jednego pnia.
Corocznie w sierpniu odbywa się akcja „Czyszczenie Słowackiego Raju”. Wolontariusze porządkują również Symboliczny Cmentarz w Słowackim Raju, a przy jego bramie wykonują wspólne zdjęcie uczestników akcji, umieszczane następnie w lokalnych publikacjach.

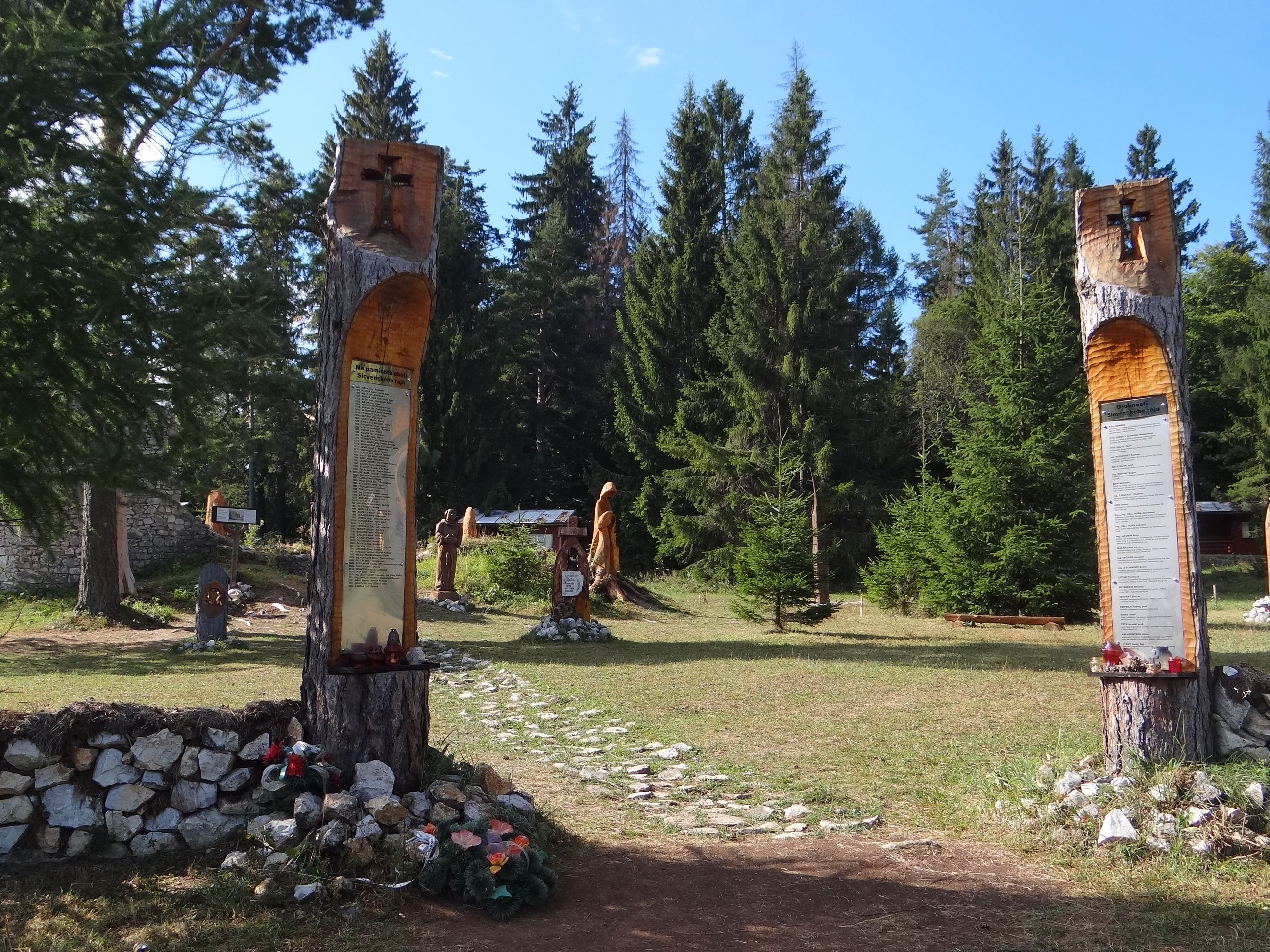
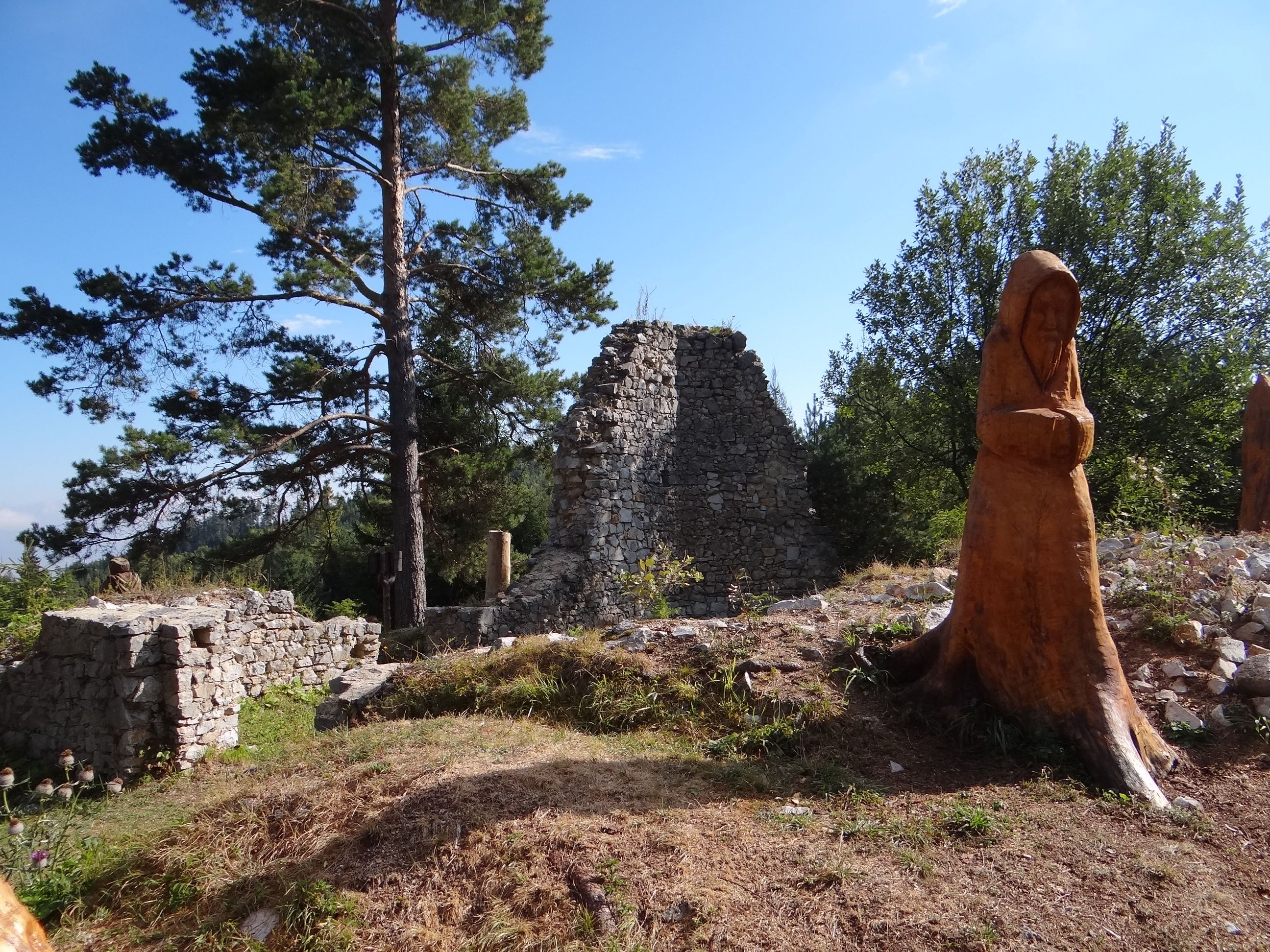
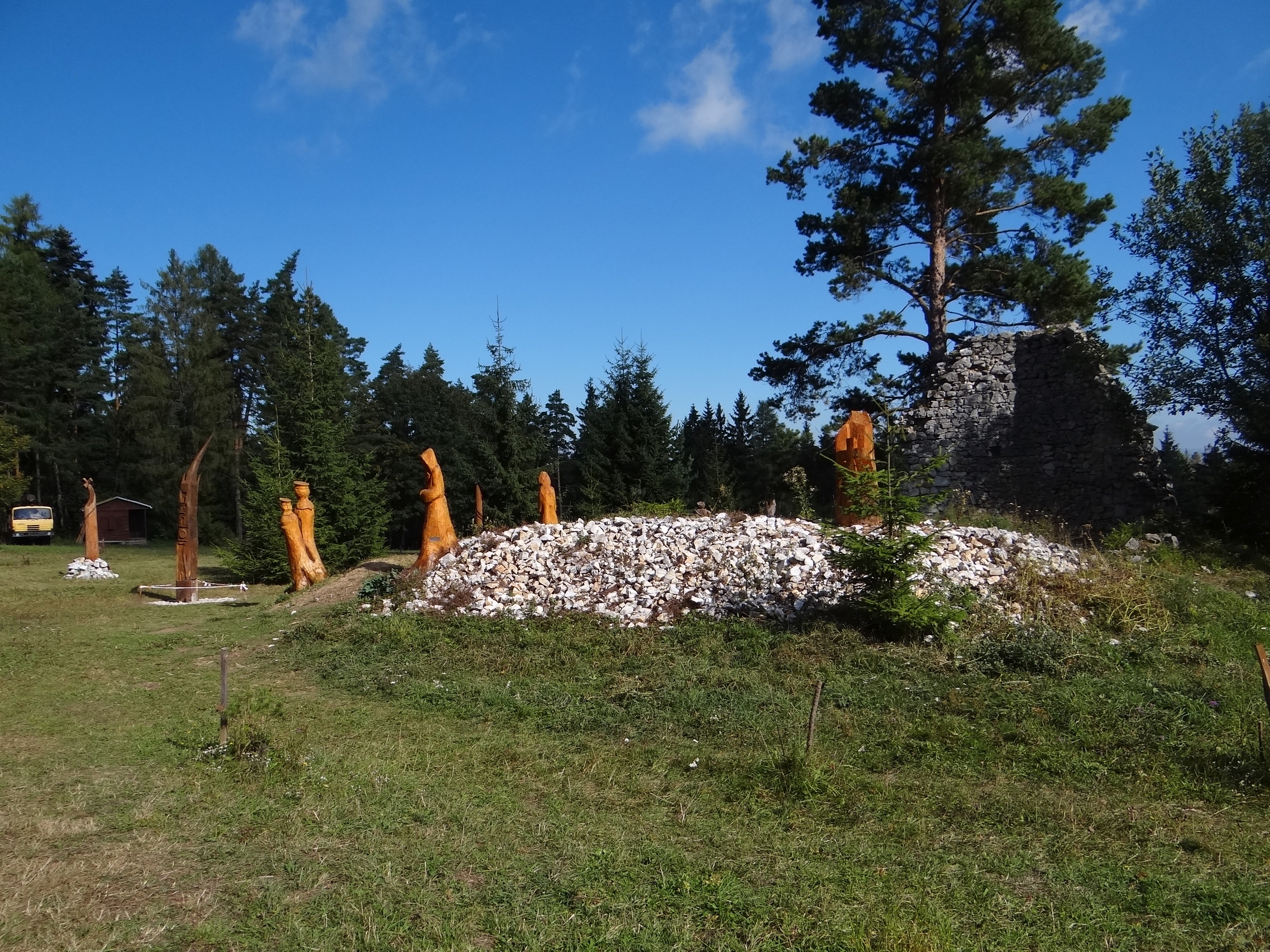
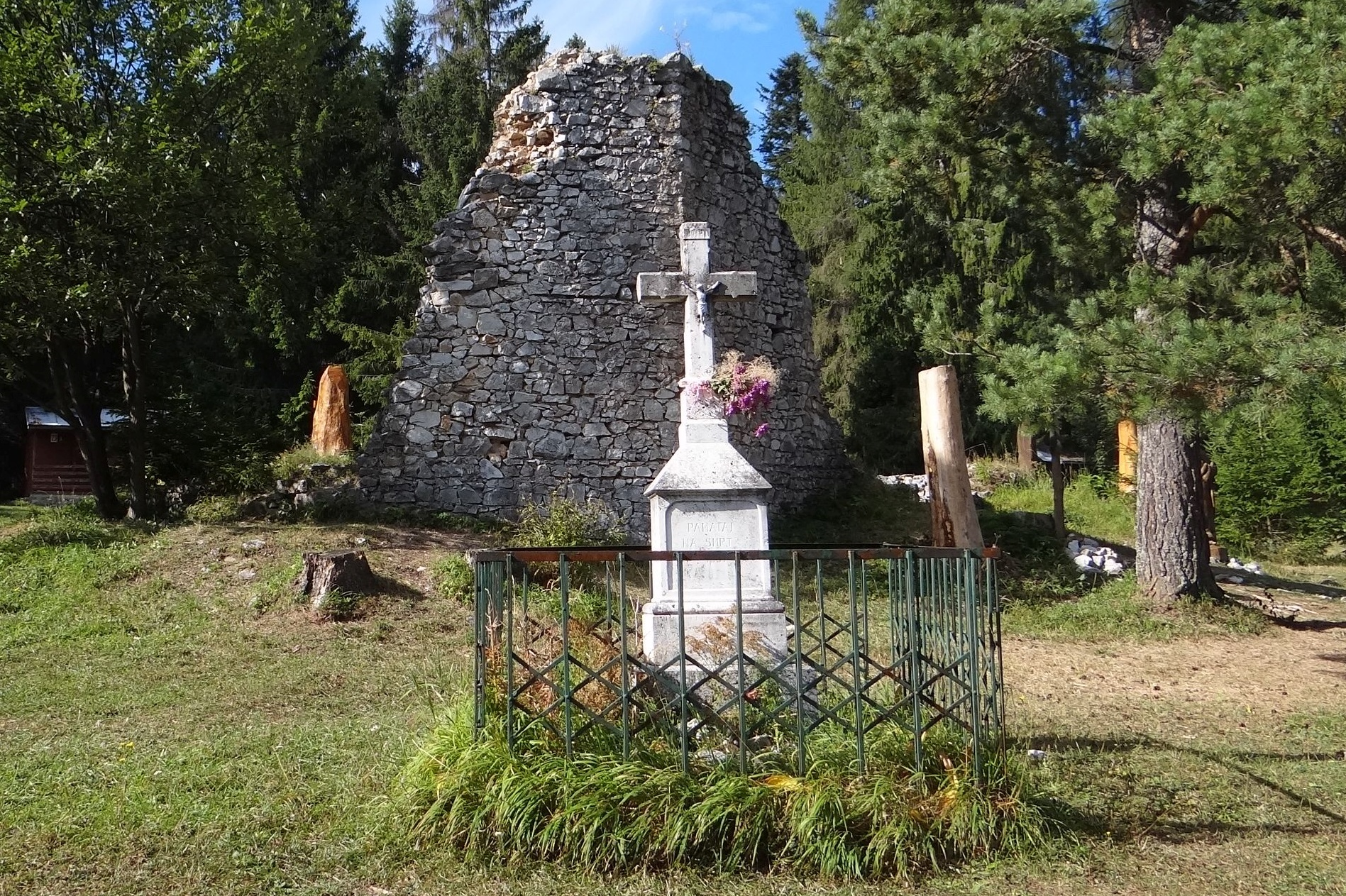
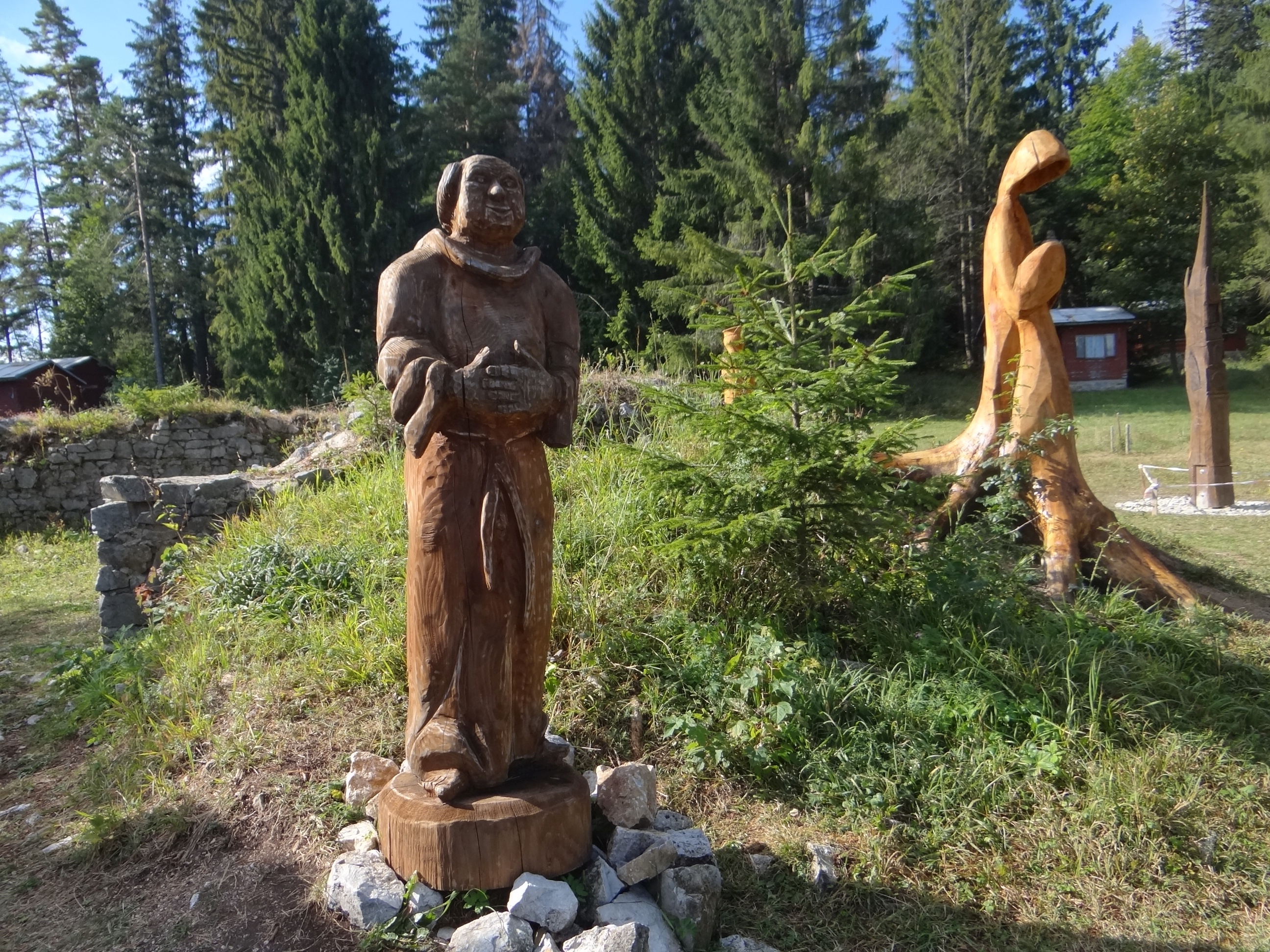